# 啟明建業
啟明建業有限公司 (當時為0181.HK)，在1958年由關啟明先生創立，集團當時經營建築及物業投資業務，主要資產香港等地方。1973年，正式在香港交易所主板上市；於1997年，被華閩集團收購後，由前稱標力控股及福海集團的閩港控股取代上市。

## 外部連線
- 閩港控股 webb-site.com
- 關啟明遺產爭奪案 弟勝兄敗 十六年官司完結 星島日報[永久]